# Pinnatella mariei
Pinnatella mariei là một loài Rêu trong họ Neckeraceae. Loài này được (Besch.) Broth. miêu tả khoa học đầu tiên năm 1906.